# 福田隆 (美術家)
福田 隆（ふくだ たかし、1917年〈大正6年〉10月18日 - 1991年〈平成3年〉11月13日）は、岩手県出身の染絵作家、美術教師である。

## 来歴
1917年（大正6年）、岩手県遠野市に生まれ、翌年に家族で盛岡市に移り住んだ。1930年、旧制盛岡中学校に入学し、絵画部に入部。その当時に京都から赴任していた中井汲泉の薫陶を受けた。1939年に日本大学芸術科に進学し油絵を専攻したが、戦争のため繰上げ卒業となり、軍に入隊。満洲で終戦を迎えたのち、ソビエト連邦によりシベリアに抑留され、日本に帰国できたのは1948年であった。盛岡に戻ると実家のある法泉寺（現在の 北山）に居住し、盛岡高等学校の美術科の教員職に就いた。
1978年に定年を迎えた後も岩手県立盛岡第三高等学校で美術の講師を続けた。1982年には、教え子の勧めで開運橋通にあった、いとう酒店の2階にギャラリー兼アトリエ「青柿坊」を開き、芸術家や著名人と交流を楽しんだ。当時の店舗は道路拡幅のため解体され現存しないが、いとう酒店の店主の義理の娘により、店名を譲り受けた喫茶店「青柿坊 -c’est si bon-」が近隣に営業している。

## 作品
教職の傍ら、本の装幀や彫刻などを製作し、俳人や随筆家としての顔も持ったが、後年は汲泉の影響を受け、布に糊をのせて地を染める、染絵が創作の中心となった。岩手県立盛岡北高等学校や岩手看護短期大学の校章・学章も手掛けた。「ひげの先生」と呼ばれて慕われ、行きつけの店などから看板や暖簾などの制作を頼まれた。これらは盛岡市内のいくつかの商店やホテルなどで見かけることができる。当初はロシア語の「F」をモチーフにしたサインを使っていたが、いつからか独楽を図案化したサインを入れるようになった。
2023年には盛岡てがみ館と深沢紅子野の花美術館で特別展が開かれ、同時期に紺屋町周辺で行われたスタンプラリーでは過去に福田が制作したスタンプの図案が使用された。

### 著書
- 福田隆『しゃぼんだま随想』「しゃぼんだま随想」出版発行人の会、1993年。[9]